# Sigismondo II Malatesta
Sigismondo II Malatesta (1502 – Venezia, 1555) è stato un condottiero italiano.

## Biografia
Sigismondo era figlio di Malatesta VI Malatesta.
In gioventù fu al servizio del duca di Urbino, prima quale scudiero, poi quale scalco. Apprese l'arte militare da Francesco Maria I della Rovere, che seguì in tutte le imprese.
Capo della parte guelfa in Romagna, volle ottenere benefici alla sua fazione in Cesena, e penetrato in città, nel 1536, con duecento uomini, assalì le case dei Beccari e dei Masini, con l'intenzione di uccidervi tutti coloro che vi si trovavano, ma fu costretto a fuggire.
Passato al soldo di Venezia, la servì per qualche tempo a Brescia e a Verona, ma per alcune sue beghe dovette abbandonare l'incarico.
Passò al servizio di Francia sotto Pietro Strozzi, nella guerra di Piemonte, e dopo la pace di Crespy si stabilì presso Ercole d'Este, duca di Ferrara.
In Ferrara sfidò Gianfranco Guidi, conte di Bagno, ma non si sa se il duello ebbe luogo.
Tornò al servizio dei veneziani col grado di colonnello e vi restò fino alla morte, avvenuta nel 1555.